# Jerzy Szulc

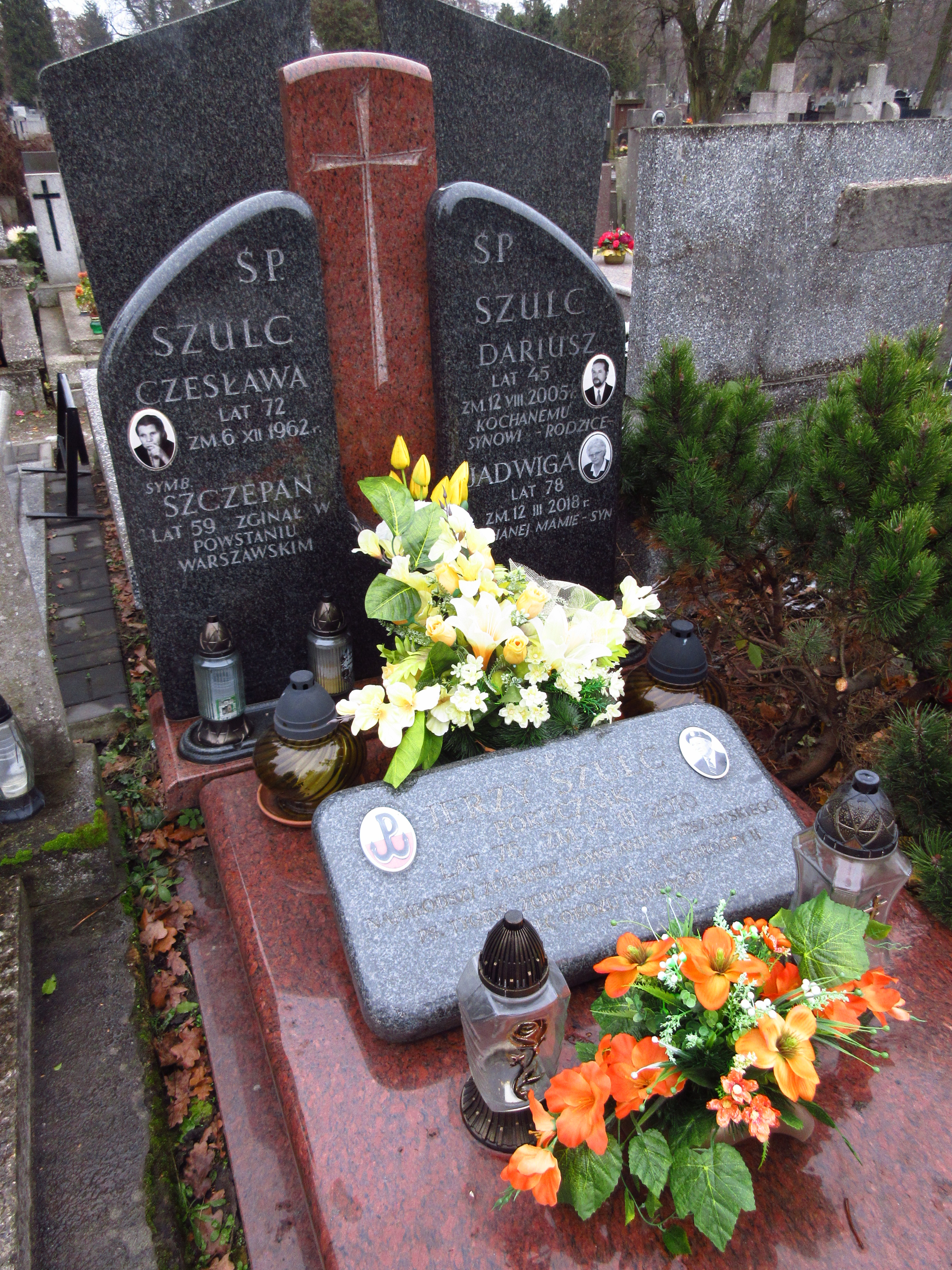
Grób Jerzego Szulca na Cmentarzu Bródnowskim.

Jerzy Szulc ps. Tygrys (ur. 1934, zm. 14 marca 2010) – starszy strzelec, uczestnik powstania warszawskiego. Jest uznawany za najmłodszego jeńca II wojny światowej.
Jerzy Szulc miał 10 lat gdy wybuchło powstanie warszawskie i gdy wziął w nim czynny udział. 15 sierpnia 1944, po tym, jak na ul. Grzybowskiej celnie rzucił butelką z benzyną w gąsienicę hitlerowskiego czołgu został awansowany z łącznika na starszego strzelca.
Po upadku powstania, na mocy aktu kapitulacyjnego, na początku października, wraz z blisko 6-tysięczną grupą jeńców został osadzony w Stalagu 344 Lamsdorf (w dzisiejszych Łambinowicach). Stamtąd, niedługo potem, trafił do fabryki samolotów w Brochwitz, gdzie pracował niewolniczo aż do wyzwolenia przez Sowietów.
Po powrocie do kraju starał się dostać do Korpusu Kadetów. Nie został przyjęty ponieważ był członkiem Armii Krajowej. Pochowany na cmentarzu Bródnowskim (kwatera 64D-4-7).